# KARA BEST 2007-2010
『KARA BEST 2007-2010』（カラ・ベスト・2007-2010）は、KARAのベスト・アルバム。2010年9月29日にユニバーサルシグマ（ユニバーサルミュージック）より発売された。

## 概要
- 2007年のデビューから2010年の間に発表された楽曲を集めたベスト・アルバム。日本でのみリリースで、初回限定盤と通常盤の二種形態で発売された。
- 収録楽曲は全て韓国で発売された韓国語楽曲である。収録曲はネットで行われた人気投票の上位曲を中心に収録された。
- 初回盤にはドキュメンタリー映像を収録したDVDが付いている。
- 発売初週に5.1万枚を売り上げ、2010年10月11日付けオリコン週間アルバムランキングにおいて2位に初登場した。韓国女性グループのオリコン週間アルバムランキングTOP10入りは史上初の快挙である[1]。

## 収録曲

### CD（通常盤・初回限定盤）
1. Mr.
2. LUPIN
3. Honey
4. Pretty Girl
5. Wanna
6. Rock U
7. Umbrella
8. 私は… (ing)
9. Tasty Love
10. AHA
11. Break It
12. Good Day

### DVD（初回限定盤）
- 2010年8月来日イベントの模様や滞在中のオフショット収録のドキュメンタリー